# Klerikalfaschismus
Der Begriff Klerikalfaschismus (seltener auch Klerikofaschismus) bezog sich seit seiner Entstehung um 1930 besonders auf eine Annäherung kirchlicher Amtsträger und konservativer, meist katholischer Parteien an faschistische Parteien oder Regierungen in manchen Staaten Europas und Lateinamerikas. Als klerikalfaschistisch werden faschistische Regimes bezeichnet, bei deren Aufbau, Organisation und Aufrechterhaltung der Klerus eine zentrale Funktion hatte.
In der Faschismusforschung wird der Begriff zurückgewiesen, da diese zwischen politischer Religion und theokratisch orientierten Ideologien unterscheidet.

## Überblick
Europa
| Gruppierungen und (ihre) Regimes, die gelegentlich dem Klerikalfaschismus zugeordnet werden | Gruppierungen und (ihre) Regimes, die gelegentlich dem Klerikalfaschismus zugeordnet werden | Gruppierungen und (ihre) Regimes, die gelegentlich dem Klerikalfaschismus zugeordnet werden | Gruppierungen und (ihre) Regimes, die gelegentlich dem Klerikalfaschismus zugeordnet werden | Gruppierungen und (ihre) Regimes, die gelegentlich dem Klerikalfaschismus zugeordnet werden | Gruppierungen und (ihre) Regimes, die gelegentlich dem Klerikalfaschismus zugeordnet werden | Gruppierungen und (ihre) Regimes, die gelegentlich dem Klerikalfaschismus zugeordnet werden | Gruppierungen und (ihre) Regimes, die gelegentlich dem Klerikalfaschismus zugeordnet werden                                                                                          |
| ------------------------------------------------------------------------------------------- | ------------------------------------------------------------------------------------------- | ------------------------------------------------------------------------------------------- | ------------------------------------------------------------------------------------------- | ------------------------------------------------------------------------------------------- | ------------------------------------------------------------------------------------------- | ------------------------------------------------------------------------------------------- | --- |
| Land                                                                                        | Partei/Bewegung                                                                             | Flagge/Symbol                                                                               | Ideologie                                                                                   | Parteiführer                                                                                | Existenz                                                                                    | Regimephase                                                                                 | Anmerkung |
| Belgien                                                                                     | Rexisten Verdinaso                                                                          |                                                                                             | Rexismus                                                                                    | Léon Degrelle Joris Van Severen                                                             | 1918–1945 1931–1941                                                                         |                                                                                             | Der Verdinaso ist 1941 im Flämischen Nationalverband aufgegangen. |
| Frankreich (Vichy-Regime)                                                                   |                                                                                             |                                                                                             |                                                                                             | Philippe Pétain Pierre Laval                                                                | 1940–1944                                                                                   | 1940–1944                                                                                   | Das Vichy-Regime hatte keine führende Partei oder Organisation, sondern wurde von einer Ad-hoc-Koalition aus Konservativen, Faschisten und Neoliberalen geführt.                     |
| Griechenland (Regime des 4. August)                                                         | Partei der Freisinnigen Ethniki Organosis Neoleas                                           |                                                                                             | Metaxismus                                                                                  | Ioannis Metaxas                                                                             | 1922–1936 1936–1941                                                                         | 1936–1941                                                                                   | |
| Irland                                                                                      | Army Comrades Association                                                                   |                                                                                             |                                                                                             | Eoin O’Duffy                                                                                | 1932–1934                                                                                   |                                                                                             | |
| Königreich Jugoslawien                                                                      | Jugoslawische Nationalbewegung Zbor                                                         |                                                                                             |                                                                                             | Dimitrije Ljotić                                                                            | 1935–1945                                                                                   |                                                                                             | |
| Unabhängiger Staat Kroatien                                                                 | Ustascha                                                                                    |                                                                                             |                                                                                             | Ante Pavelić                                                                                | 1929–1945                                                                                   | 1941–1945                                                                                   | |
| Bundesstaat Österreich                                                                      | Vaterländische Front                                                                        |                                                                                             | Austrofaschismus/ Ständestaat                                                               | Engelbert Dollfuß Kurt Schuschnigg                                                          | 1933–1938                                                                                   | 1933–1938                                                                                   | |
| Portugal                                                                                    | Nationale Union                                                                             |                                                                                             | Estado Novo                                                                                 | António de Oliveira Salazar Marcelo Caetano                                                 | 1930–1974                                                                                   | 1933–1974                                                                                   | |
| Rumänien                                                                                    | Eiserne Garde                                                                               |                                                                                             |                                                                                             | Corneliu Zelea Codreanu Horia Sima                                                          | 1927–1941                                                                                   | 1940–1941                                                                                   | Unterstützt von der rumänisch-orthodoxen Kirche. Während der Regimephase rumänische Staatspartei in einer Koalition mit dem Militär unter Ion Antonescu.                             |
| Slowakei                                                                                    | Hlinka-Partei                                                                               |                                                                                             | Christlicher Totalitarismus / Slowakischer Nationalsozialismus                              | Andrej Hlinka Jozef Tiso                                                                    | 1913–1945                                                                                   | 1938–1945                                                                                   | |
| Spanien                                                                                     | Movimiento Nacional                                                                         |                                                                                             | Franquismus                                                                                 | Francisco Franco                                                                            | 1937–1977                                                                                   | 1937–1977                                                                                   | |
| Tschechoslowakei                                                                            | Rodobrana                                                                                   |                                                                                             | Rodobraner Katechismus                                                                      | Vojtech Tuka Alexander Mach                                                                 | 1923–1929                                                                                   | —                                                                                           | Die Rodobrana war über die längste Zeit ihrer Existenz die offizielle Wehrorganisation der slowakischen Ludaken, agierte aber ideologisch und teilweise auch politisch eigenständig. |
| Ukraine                                                                                     | Organisation Ukrainischer Nationalisten                                                     |                                                                                             |                                                                                             | Andrij Melnyk Jewhen Konowalez Stepan Bandera                                               | 1929–1950er                                                                                 |                                                                                             | |
| Königreich Ungarn                                                                           | Einheitspartei                                                                              |                                                                                             |                                                                                             | Miklós Horthy                                                                               | 1921–1944                                                                                   | 1921–1944                                                                                   | Laut Roger Griffin war Horthys Regime weder faschistisch, noch vom Klerus dominiert, weshalb die Bezeichnung als klerikalfaschistisch unzutreffend ist.                              |

Außerhalb Europas
| Gruppierungen und (ihre) Regimes, die teilweise oder eindeutig dem Klerikalfaschismus zugeordnet werden | Gruppierungen und (ihre) Regimes, die teilweise oder eindeutig dem Klerikalfaschismus zugeordnet werden | Gruppierungen und (ihre) Regimes, die teilweise oder eindeutig dem Klerikalfaschismus zugeordnet werden | Gruppierungen und (ihre) Regimes, die teilweise oder eindeutig dem Klerikalfaschismus zugeordnet werden | Gruppierungen und (ihre) Regimes, die teilweise oder eindeutig dem Klerikalfaschismus zugeordnet werden | Gruppierungen und (ihre) Regimes, die teilweise oder eindeutig dem Klerikalfaschismus zugeordnet werden | Gruppierungen und (ihre) Regimes, die teilweise oder eindeutig dem Klerikalfaschismus zugeordnet werden |  |
| --- | --- | --- | --- | --- | --- | --- |  |
| Land | Partei/Bewegung                                                                                         | Flagge/Symbol                                                                                           | Ideologie                                                                                               | Führer/Führende Persönlichkeit                                                                          | Regime(beteiligung)/Existenz                                                                            | Anmerkung                                                                                               |  |
| Brasilien                                                                                               | Ação Integralista Brasileira                                                                            | | Brasilianischer Integralismus                                                                           | Plínio Salgado                                                                                          | 1932–1937                                                                                               | Bis 1937 gab es eine Kooperation der Integralisten mit Präsident Getúlio Vargas.                        |  |

## Sonderfall Italien
Der Begriff „Klerikalfaschisten“ (clerico-fascisti) stammt mutmaßlich aus der italienischen Politik: So wurden Mitte der 1920er-Jahre abwertend die ehemaligen Mitglieder der katholischen Partito Popolare Italiano (PPI) genannt, die ihre Partei verließen und zu Mittlern zwischen dem faschistischen Staat und der katholischen Kirche wurden. Jedoch kann das Regime von Benito Mussolini nicht ohne weiteres dem Klerikalfaschismus zugeordnet werden. Das komplexe Verhältnis zwischen Staat und Kirche im Italien des 19. Jahrhunderts erschwert einfache Zuordnungen. Seit dem Risorgimento hatten sich Kirche und Staat offen, häufig und intensiv bekämpft, aber schon 1922 mit der Wahl des gegenüber dem Faschismus zunächst wohlwollenden Papstes Pius XI. gab der Vatikan zu verstehen, dass er sich einer Regierung Mussolini nicht widersetzen würde. Diese Entscheidung zu Gunsten des Faschismus wurde auch von weiten Teilen des Klerus mitgetragen, so hisste beispielsweise der Erzbischof von Mailand auf seiner Kathedrale faschistische Flaggen. Des Weiteren würdigte der Vatikan auch die Rolle des Faschismus bei der Niederwerfung der Linken.
Nach der Regierungsübernahme Mussolinis kam es schrittweise zu einer Annäherung, die 1929 mit den Lateranverträgen zur gegenseitigen Anerkennung (riconciliazione) von Staat und Kirche führte. In diesem Vertrag verzichtete der Vatikan zwar endgültig auf die Restauration des Kirchenstaates und erkannte das Königreich Italien als souveränen Staat mit der Hauptstadt Rom an, erhielt aber dafür uneingeschränkte Verfügungsgewalt über den neu errichteten Staat Vatikanstadt sowie eine reichliche Abfindung in der Höhe von 750 Milliarden Lire und eine Milliarde in Staatsanleihen. Des Weiteren enthielt der Vertrag ein Konkordat, in dem der Katholizismus zur Staatsreligion erhoben, der Religionsunterricht verpflichtend eingeführt, eine zivile Scheidung untersagt und das italienische Rechtssystem dem Kanonischen Recht angepasst wurde.
Für die katholische Kirche war dies eine Übereinkunft, die eine Rechristianisierung Italiens einleiten sollte und damit den Status der Religion wieder deutlich hervorhob; für Mussolini war es ein vorteilhafter Kompromiss, der seinem Regime in einem nie da gewesenen Maße Akzeptanz verschaffte.
Der Diktator selbst war zunächst eher antiklerikal eingestellt und bezeichnete noch 1920 die Religion als Unsinn und religiöse Menschen als krank. So sagte er unter anderem: „Mit den Beschimpfungen der Pfaffen schmücke ich mich wie mit einem duftenden Blumenkranz.“ Dem Christentum kündigte er gar in seiner Schrift Es gibt keinen Gott einen gnadenlosen Kulturkampf an. Doch schon 1921 war eine Wandlung erkennbar, als er plötzlich die Universalität des Katholizismus pries und Pius XI. nach dessen Wahl zum Papst als einen außerordentlichen Mann lobte, unter dem sich die Beziehungen zwischen Vatikan und Italien entscheidend verbessern könnten. Der Vatikan wiederum versuchte seinerseits ebenfalls auf den Faschismus zuzugehen, da er von Teilen der Kurie als wichtiger Verbündeter im Kampf gegen den Sozialismus, Kommunismus und Liberalismus angesehen wurde.
Wichtiges Indiz für die offizielle Billigung des faschistischen Kurses durch den Vatikan war die Aufforderung an den italienischen Klerus, sich künftig nicht mehr mit der Partito Popolare Italiano (PPI), einer christdemokratischen, dem Katholizismus nahestehenden, antifaschistischen Partei zu verbünden. Dagegen sollte sich der Klerus als neutral deklarieren, was einer Unterstützung Mussolinis gleichkam, der 1923 seine Macht ausbaute. Mussolini wiederum kooperierte nun noch intensiver mit dem Vatikan. So gab er beschlagnahmten Kirchen- und Klosterbesitz zurück und führte den Religionsunterricht wieder ein. Auch finanziell beteiligte er sich, indem er durch die Sanierung der maroden Bank Banco de Roma den Vatikan vor dem Staatsbankrott rettete.
Der Vatikan, nun unter Zugzwang, schränkte als eine Art Gegenleistung die Aktivitäten der PPI noch weiter ein. Er trieb dadurch den Sturz des Parteivorsitzenden und erklärten Mussolini-Gegners Luigi Sturzo voran, der 1924 nach Großbritannien emigrierte; ferner verbot er den Eintritt von katholischen Priestern in die Partei, was de facto deren Auflösung bedeutete.
Die Verschränkungen zwischen dem Vatikan und dem faschistischen italienischen Staat hatten somit eine Qualität erreicht. Was nicht bedeutete, dass es zu keinen Konflikten mehr gekommen wäre. Ein Beispiel war die Frage der Jugenderziehung, in der es fast zum Bruch mit Mussolini gekommen wäre. Da für Mussolini die Erziehung der Jugend fester Bestandteil der faschistischen Ideologie war, kam es hier zu Konflikten mit den katholischen und katholisch dominierten Jugendverbänden, die Mussolini ein Dorn im Auge waren; der Vatikan wiederum wollte seinen Einfluss auf die Jugend nicht preisgeben. So kam es 1932 zu einem Kompromiss, der von beiden Seiten als Sieg ausgegeben wurde: Zwar wurden die Jugendgruppen der Katholischen Aktion aufgelöst; alle anderen katholischen Jugendverbände wurden jedoch verschont. So konnten die Jugendverbände der Katholischen Aktion unter dem Deckmantel anderer Gruppen weiterbestehen und eine vorsichtige Rechristianisierung betreiben, während von Seiten des faschistischen Staates der „Hauptfeind“ in der Jugenderziehung erfolgreich bekämpft werden konnte und sich die verbleibenden katholischen Jugendverbände nicht politisch betätigen durften.
Trotz dieses Zerwürfnisses und des Bekenntnisses Mussolinis, dass der Faschismus im Wesentlichen auf heidnischen Prinzipien beruhe, hielt die Unterstützung von Teilen des italienischen Klerus für Mussolini weiter an; sie halfen bei der Eroberung Abessiniens (Äthiopien) sowie bei militärischen Hilfestellungen Italiens im Spanischen Bürgerkrieg tatkräftig mit.
Auch die Expansionspolitik Mussolinis, die die Wiederherstellung eines neuen Imperium Romanum zum Ziel hatte, erfreute sich der Beliebtheit von Teilen des Klerus. So sandte der italienische Episkopat nach dem Eintritt Italiens in den Zweiten Weltkrieg am 10. Juni 1940 eine Grußbotschaft an Mussolini und den König Viktor Emanuel III. Er sprach darin von einem „Heiligen Krieg“, in dem die italienischen Katholiken Vorbild für alle Katholiken auf der Welt sein sollten.
Während des Zweiten Weltkriegs begann sich die Kirche allmählich vom Faschismus zu distanzieren und stellte schließlich 1944 fest, dass die Demokratie die zu bevorzugende Regierungsform sei. Gerade moderne, aufgeschlossene Kurienvertreter meinten mitunter, im neuen Staatsdenken des Faschismus ein zukunftsweisendes Programm erblicken zu können. In dem Maße, indem sich der italienische Faschismus aber totalitären Positionen annäherte, stieß er seitens des Katholizismus auf Kritik. Diese war noch nicht von fundierten demokratischen Überzeugungen getragen, sondern setzte bei der Gewissensfreiheit und den Rechten der Kirche an.

## DerEstado Novoin Portugal (1933–1974)
→ Hauptartikel: Estado Novo (Portugal)

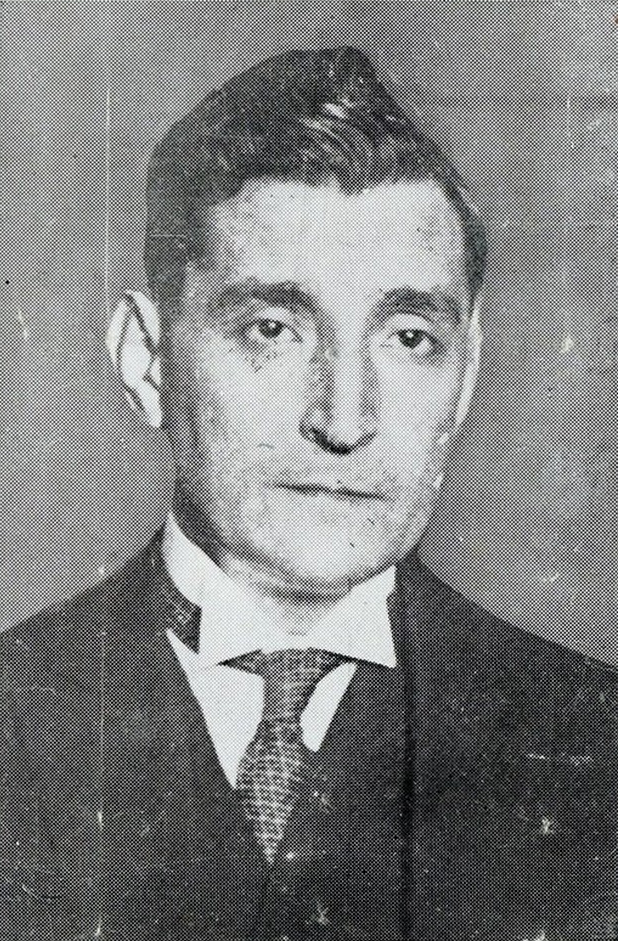
António de Oliveira Salazar, Begründer der portugiesischen Diktatur des Estado Novo, 1942.

Flagge der Staatspartei União Nacional.

In Portugal kam es in den 1930er Jahren zu einer engen Vernetzung der römisch-katholischen Kirche mit einer konservativ-autoritären Diktatur. Darüber, ob dieses Staatssystem als faschistisch oder gar klerikalfaschistisch einzustufen ist, gehen die Meinungen auseinander. So spricht beispielsweise Stanley Payne Portugal jeglichen Faschismuscharakter ab und bezeichnet das Regime António de Oliveira Salazars als „katholisch korporatives Regime“, das dem österreichischen Dollfuß-Regime ähnlich gewesen sei.
Das neue Staatsmodell, das er selbst als Estado Novo (port.: „Neuer Staat“, wegen des Zuschnitts auf seine Person oft auch Salazarismus genannt) bezeichnete, orientierte sich jedoch, wie auch der österreichische Austrofaschismus, am ständestaatlichen Modell des italienischen Faschismus. Das Regime war bemüht, sich den Anstrich eines demokratischen Staates zu verpassen und ließ daher einige Elemente der Republik unangetastet, auch wenn diese als bloßer Abklatsch zu betrachten sind.
Mit dem Ausbruch des Spanischen Bürgerkrieges ist durchaus eine „Faschistisierung“ des Salazar-Regimes bemerkbar. So gründete der Estado Novo, wie andere faschistische Staaten auch, mit der Mocidade Portuguesa (port.: Portugiesische Jugend) eine Jugendorganisation und auch eine paramilitärische Miliz, die so genannte Legião Portuguesa (port.: Portugiesische Legion), die beide den Faschistischen Gruß übernahmen, wobei die Mocidade überwiegend wie eine katholische Jugendgruppe geführt wurde, die Legião sich allerdings deutlich wie eine faschistische Parteipolizei gebärdete. Einen totalen Faschismus habe Salazar, wie Payne schreibt, nie angestrebt. Im Gegenteil lehnte er den faschistischen „neuen Staat“, in dem es keine moralischen und rechtlichen Beschränkungen gebe, entschieden ab, verunglimpfte ihn als „heidnischen Cäsarismus“ und bekämpfte die offen mit dem italienischen Faschismus sympathisierenden nationalsyndikalistischen so genannten Blauhemden, die Portugal in einen solchen faschistischen Staat umwandeln wollten.
Nach dem Ende des Zweiten Weltkrieges ist auch wie beim spanischen Nachbarn wieder eine Entfaschistisierung feststellbar, wenngleich diese weniger radikal ausfiel als jene in Spanien, da Salazar weitaus weniger stark am Faschismus orientiert war als Franco.
Obwohl Salazar selbst glühender Katholik war, verhielt er sich gegenüber der katholischen Kirche, im Gegensatz zu Franco und Dollfuß, eher zurückhaltend; trotzdem war der Katholizismus wie in Spanien eine wichtige Stütze des Regimes. Das 1940 abgeschlossene Konkordat ist bezeichnend für die ambivalente Haltung Salazars zur Kirche: So wurde zwar der Religionsunterricht in den Schulen wieder eingeführt, allerdings auf freiwilliger Basis; die 1910 beschlagnahmten Kirchengüter wurden nicht wieder zurückgegeben und auch die Zivilehe sowie die Scheidung beibehalten, weiters wurde auch an der offiziellen Trennung von Kirche und Staat nicht gerüttelt. Trotz des für die Kirche nicht gerade vorteilhaften Konkordats unterstützte sie das Regime Salazars eher als andere Modelle, da die korporative Gliederung des Staatswesens wohl am ehesten mit der katholischen Soziallehre in Einklang zu bringen war. Auch die politische Einflussnahme blieb – im Gegensatz zum Franquismus – nur auf religiöse Angelegenheiten und den Erziehungsbereich beschränkt, Salazar drängte also trotz seines  Bekenntnisses zum Katholizismus die Kirche bewusst aus staatlichen Organisationen, um weiterhin allein und ohne mögliche kirchliche Widerstände agieren zu können.

## Franquistisches Spanien (1936–1977)

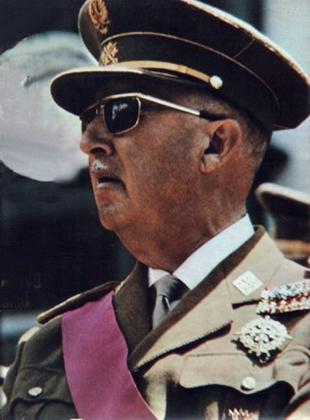
Francisco Franco, 1969

Bereits vor dem Spanischen Bürgerkrieg unterstützte Papst Pius XI. die antirepublikanischen Kräfte und verlangte einen „heiligen Kreuzzug“, um das „rotspanische Mordregime“ zu beseitigen. Mit dem Ausbruch des Bürgerkrieges propagierte er sogar den weltweiten Kampf gegen den Bolschewismus; „das Feuer“, so der Papst, „des Hasses und der Verfolgung“ seien in Spanien entzündet worden und würde sich ohne „geeignete“ Maßnahmen gegen alle „göttliche und menschliche Institutionen richten.“ Noch weiter ging das vatikanische Jesuitenmagazin La Civiltà Cattolica, das das Heer im „faschistischen Putsch“ als „hundertmal gesegnet und ruhmreich“ bezeichnete und schließlich ein „Hinwegfegen der Barbaren ohne Vaterland und ohne Gott“ forderte. Aber auch Francisco Franco bediente sich der katholischen Kirche, so hisste er über seinem Hauptquartier in Burgos stets neben seiner eigenen Flagge auch jene des Vatikans und bezeichnete sich sogar selbst als „Werkzeug der Vorsehung.“ Nach dem Sieg der Nationalisten beglückwünschte der neu gewählte Papst Pius XII. Franco am 1. April 1939 mit folgenden Worten:

„Indem wir unser Herz zu Gott erheben, freuen wir uns mit Ew. Excellenz über den von der katholischen Kirche so ersehnten Sieg. Wir hegen die Hoffnung, dass Ihr Land nach der Wiedererlangung des Friedens mit neuer Energie die alten christlichen Traditionen wieder aufnimmt.“

Franco folgte der Bitte des Papstes nur allzu gern, hatte er doch während des Bürgerkrieges erklärt, den spanischen Staat „nach den Grundsätzen des Katholizismus“ aufbauen zu wollen, welche „die eigentlichen Grundsätze des Vaterlands“ seien. So erneuerte Franco das Konkordat von 1851, womit der spanische Klerus wieder mehr Einfluss erhielt, erhob den Katholizismus zur Staatsreligion, schaffte Presse-, Rede- und Versammlungsfreiheit ab und verbot alle Parteien, mit Ausnahme der Falange, die zur staatlichen Einheitspartei ausgebaut wurde.
Mit dem von Franco propagierten so genannten nacional-catolicismo (span.: Nationalkatholizismus) ging die Verzahnung der katholischen Kirche mit dem Regime noch weiter voran. So gab der Diktator der spanischen Kirche alle ihre Privilegien zurück und garantierte sie sogar in der Verfassung.
Der Katholizismus war nun die einzige Gemeinschaft, abgesehen natürlich von der Partei selbst, der es erlaubt war, öffentliche Versammlungen und Prozessionen abzuhalten. Im franquistischen Staat wurden katholische Amtsträger in hohe Regierungspositionen gehievt und waren auch in den Gemeindeversammlungen, den so genannten Cortes, vertreten. Im Grundgesetz von 1958 heißt es unter anderem:

„Die spanische Nation rühmt sich der Ehrfurcht vor Gottes Gesetz gemäß der einzig wahren Lehre der heiligen katholischen, apostolischen und römischen Kirche und dem vom nationalen Bewusstsein untrennbaren Glauben, der ihre Gesetzgebung inspirieren wird.“

Bereits vor dem Ende des Zweiten Weltkrieges begann sich der Franquismus bereits von einigen faschistischen Elementen zu lösen und sich in Richtung einer autoritären katholisch-konservativen Diktatur zu entwickeln, was sicherlich auch mit den Ereignissen in Stalingrad 1943 zusammenhing, als die Achsenmächte erstmals eine entschiedene Niederlage erlitten hatten. Nach dem Zweiten Weltkrieg begann nun Franco, wie Payne schreibt, sein System zu „entfaschistisieren“, auch wenn einige Elemente, wie die des italo-faschistisch geprägten Korporativismus erhalten blieben.
Im Jahre 1953 entschloss sich das Franco-Regime, ein neues Konkordat mit dem Vatikan abzuschließen, dies geschah in erster Linie weniger aus dem Grund, die Bande Francos mit der katholischen Kirche noch enger zu schließen, als um sich damit aus der internationalen Isolierung zu lösen, die Spanien nach dem Zweiten Weltkrieg erfasst hatte. Franco war zwar während des Zweiten Weltkrieges weitgehend neutral geblieben, hegte aber durchaus vor allem in der Anfangsphase seines Regimes Sympathien für Mussolini und Hitler. Der Vatikan seinerseits nutzte diese Absicht und schloss für seine Verhältnisse ein überaus vorteilhaftes Abkommen, so wurde ihr neben der Bestätigung der alten Privilegien nun auch die gesamten Agenten im Bildungs- und Erziehungswesen sowie alle Zensurbefugnisse übertragen. Weitere Zugeständnisse waren eine weitgehende Steuerbefreiung, die Erhaltung der Kirchen und Klöster sowie die Entlohnung der Priester durch den Staat, auch die zivile Ehe und Scheidung wurde verboten. Im Gegenzug sicherte sich Franco den Einfluss auf den spanischen Klerus, indem ihm ein Mitspracherecht bei der Besetzung von Bistümern und anderen Kirchenämtern eingeräumt wurde.
Auch die Kirche und ihre Organisation begann sich nun zunehmend vom Franquismus zu distanzieren, bereits vor Francos Tod verlangte sie eine Revision des Konkordats von 1953, der Franco allerdings nicht nachkam, erst nach seinem Tod 1975 kam Bewegung in die verfahrene Situation, schließlich wurden dann 1979 etwa zwei Drittel der Vereinbarungen gestrichen.

## Hlinka-Partei in der Slowakei (1938–1945)

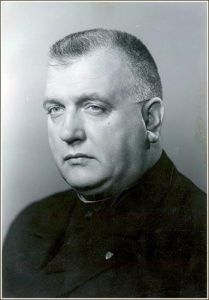
Jozef Tiso, Begründer der slowakischen Diktatur der Hlinka-Partei 1938–1945.

Parteiflagge der Hlinka-Partei als slowakischer Staatspartei (1938–1945)

Die Hlinka-Partei, die bereits das politische Leben der Tschechoslowakischen Republik zwanzig Jahre lang entscheidend mitbestimmte, begann auf Initiative des niederen Klerus als eine Interessentenvertretung des slowakischen Katholizismus. Eine ungeschickte Personalpolitik der tschechoslowakischen Regierung Kramář, die den Anschein einer Bevorzugung des protestantischen Bevölkerungsteils erwecken konnte, und ihre Verordnungen auf kirchenpolitischem Gebiet drängten den slowakischen Klerus in eine aggressive Opposition. Die Hlinka-Partei und ihre Anhänger, die sogenannten „Ludaken“ (abgeleitet von slowak. Ľudáci, deutsch Volksparteiler), waren seit 1925 die stärkste politische Kraft in der Slowakei, erhielten innerhalb der Tschechoslowakei aber nie mehr als ein Drittel der slowakischen Wählerstimmen.
Ihre beiden Parteiführer, Andrej Hlinka und Jozef Tiso, waren katholische Geistliche, die unter der Parole „Für Gott und Nation“ (slowak. Za Boha a národ) antraten. Die Hlinka-Partei setzte sich auch für ein kirchlich geprägtes Schulwesen ein und forderte eine führende Rolle für die katholische Kirche in der slowakischen Gesellschaft. Darüber hinaus war die Partei nationalistisch, antisozialistisch und antijüdisch eingestellt und hatte ein autoritäres Staatsverständnis: „Da sie die Nation über den Staat stellte und sich selbst als einzige legitime Repräsentantin der Nation ansah, war in ihrem Politikverständnis weder für Pluralismus noch für Demokratie Raum“. Im Herbst 1938 übernahmen die Ludaken die autonome slowakische Landesregierung und setzten bis Dezember 1938 eine Einparteiendiktatur durch, in der nur die politischen Vertretungen der deutschen und ungarischen Minderheit bestehen blieben.
Innerhalb der Hlinka-Partei bildeten sich nach und nach zwei Flügel heraus, die um Macht rangen; der vom Parteichef und Präsidenten Tiso angeführte konservativ-gemäßigte Flügel wollte einen autoritären und klerikalen Ständestaat schaffen, während der radikale mit dem Regierungschef Vojtech Tuka und dem späteren Innenminister Alexander Mach an der Spitze offen die Ideologie und Praxis des Nationalsozialismus durchzusetzen versuchte. Dennoch bevorzugte Hitler eher den gemäßigten Flügel unter Tiso, von dem er sich eine größere Garantie für die Erhaltung der Stabilität im Staat versprach. Die Ludaken versuchten mit ihren Organisationen – der Hlinka-Jugend und Hlinka-Garde – das gesamte Leben im slowakischen Staat zu beherrschen. Eine außerordentlich bedeutende Rolle im slowakischen Staat spielte von Anfang an die katholische Kirche. Geistliche nahmen wichtige Positionen im politischen Leben des Staates ein: neben Staatspräsident Tiso, der katholischer Seelsorger war, waren weitere Priester im Landtag und im Staatsrat tätig, während andere wiederum wichtige Posten auf der Gau- und Bezirksebene einnahmen. Die neue Verfassung berief sich ausdrücklich auf die christlich-naturrechtlichen Prinzipien als Grundlage des Staates. Somit gehörte der katholische Klerus zu den tragenden Pfeilern des Regimes.
Dies alles brachte der Slowakei in der späteren marxistischen, aber auch nichtmarxistischen Literatur das Verdikt des Klerikalfaschismus ein. So schreibt beispielsweise Gerhard Besier, dass Tiso die Slowakei vor Liberalismus, Sozialismus und Kapitalismus schützen wollte, in dem er die parlamentarische Demokratie zu Gunsten einer „klerikalfaschistischen“ Ordnung abbauen ließ. Unter Historikern ist dieser Befund jedoch umstritten. So hält Tatjana Tönsmeyer dessen Aussagekraft für „fragwürdig“ und Stanley Payne wie auch Roland Schönfeld und Wolfgang Wippermann sprechen dem slowakischen Regime sowie der Hlinka-Partei grundsätzlich einen „klerikalfaschistischen“ oder „faschistischen“ Charakter ab. Robert Paxton schreibt, dass die Hlinka-Partei „eher klerikal-autoritär war als faschistisch“.

## Ustascha-Regime in Kroatien (1941–1945)

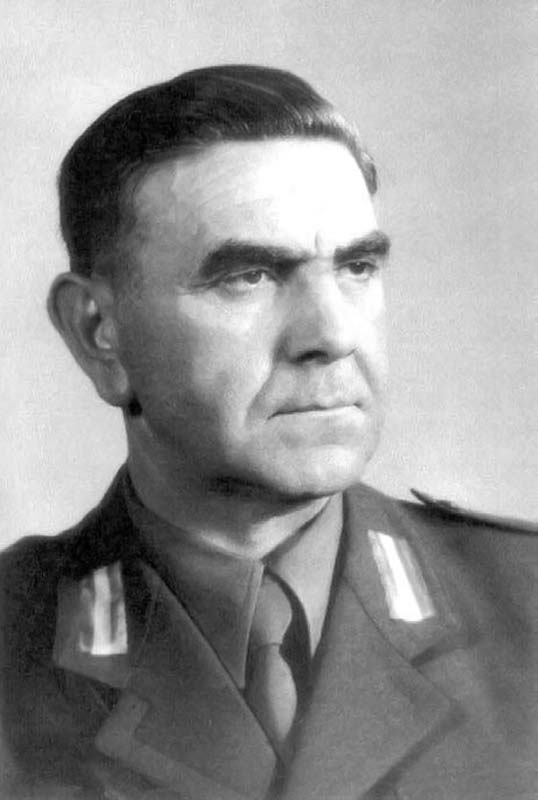
Ante Pavelić, Führer des Unabhängigen Staates Kroatien

Flagge Kroatiens während der Ustascha-Herrschaft mit deren „U“-Emblem 1941–1945.

Die sogenannte Ustaša – hrvatska revolucionarna organizacija („Aufstand – Kroatische revolutionäre Organisation“) wurde 1929 im Zuge der Königsdiktatur Alexanders I. von Ante Pavelić in Kroatien im damaligen Königreich Jugoslawien als eine ultranationalistische Bewegung gegründet. Von Anfang an spielte dabei die katholische Identität neben dem kompromisslosen kroatischen Nationalismus eine entscheidende Rolle, so verstand man sich als historisches Bollwerk des christlichen Abendlandes gegen orientalische Nomaden und osmanische Invasoren sowie gegen „östliche“ slawische Tyrannei und Kommunismus. Nach dem Attentat auf den König 1934 orientierte sich die Bewegung zunehmend an einer offen faschistischen Ideologie, vermischt mit Bauernromantik und einer kroatischen Variante eines „Nationalkatholizismus“. Nach der Zerschlagung Jugoslawiens 1941 wurde Pavelić von Italien und Deutschland als Staatsoberhaupt des Satellitenstaates Unabhängiger Staat Kroatien (NDH) eingesetzt, in dem er ein Einparteienregime mit ihm als mystischem Führer etablierte. Große Anhängerschaft fand er bei der städtischen Unterklasse sowie bei kroatischen Intellektuellen und der sich nationalistisch orientierenden katholischen Priesterschaft, obwohl die Ustascha offiziell keine katholische Bewegung war, selbst der Vatikan verweigerte ihm die Anerkennung. Dies hielt aber den kroatischen Klerus nicht davon ab, sich an dem neuen Staat zu beteiligen. Besonders hervorzuheben ist dabei der Orden der Franziskaner, wobei eine Vielzahl von Mönchen sogar aktiv an ethnischen Säuberungen, die sich vor allem gegen orthodoxe Serben, Roma und Juden richtete, teilnahmen.

„Alle Serben in möglichst kurzer Zeit zu töten. Das ist unser Programm.“

Gegenüber den bosnischen Muslimen zeigte man sich toleranter, ja es wurden sogar einige paramilitärische Einheiten mit Bosniaken geschaffen. Insgeheim erhoffte man sich, die Muslime würden früher oder später zum Katholizismus übertreten. Ab 1942 versuchte man auch, die noch nicht ermordeten oder vertriebenen Serben an den neuen Staat zu binden, indem man eine eigene autokephale Kroatische Orthodoxe Kirche errichtete, um so den Serben in Kroatien eine akzeptable Identität zu geben.
Die Ustascha-Regierung legte seit dem ersten Tag ihrer Amtsführung in Zagreb größtes Gewicht auf ein gutes Verhältnis zur katholischen Kirche. Erzbischof Stepinac und der hohe Klerus ließen es nicht an Sympathiekundgebungen für den Unabhängigen Staat Kroatien fehlen, in dem sie eine Bastion des Katholizismus erblickten, und deckten mit ihrer Autorität wohl oder übel auch das Regime, dessen Gewalttaten sie, wenn überhaupt, nur sehr rücksichtsvoll kritisierten. Die Beziehungen zum Vatikan blieben zwar problematisch, da dieser, entgegen der Empfehlung Stepinacs, den neuen Staat nicht förmlich anerkannte. Pavelić hatte aber die Genugtuung, dass der Vatikan im Sommer 1941 den Benediktiner Giuseppe Ramiro Marcone unter dem Titel eines päpstlichen „Visitators“ als ständigen Delegaten nach Zagreb entsandte, der dort de facto als Nuntius tätig war.
Während beispielsweise Robert Paxton die Ustascha als faschistisch einstuft, hegen andere Historiker Zweifel daran. So bezeichnet Stanley Payne die Ustascha-Bewegung in ihren ersten Jahren als eine Terroristen- und Aufständischenorganisation, welche allenfalls protofaschistisch war und von Pavelić erst ab 1936 zu einer offenen faschistischen und antisemitischen Position geführt wurde. Auch Arnd Bauerkämper vertritt die Ansicht, dass die Ustascha trotz ihres Terrors zu Recht als präfaschistisch oder halbfaschistisch gekennzeichnet wurde, da ihre Doppelfunktion als Kampfverband und politische Polizei die Herausbildung einer Partei verhinderte.

## Weimarer Republik und Österreich bis 1933
In der Weimarer Republik verwendete die KPD die Bezeichnung als polemischen Kampfbegriff konkret gegen die Zusammenarbeit der katholischen Zentrumspartei mit rechtsextremen Parteien. Auch in Österreich und einigen romanischen Ländern war der Begriff vor allem gegen katholische Allianzen mit aufstrebenden faschistischen Parteien gerichtet. Mit antisemitischer Propaganda versuchten sie Teile des Bürgertums, die bislang christlich-konservative Parteien wählten, für sich zu gewinnen.

## Austrofaschismus (1933–1938)
In Österreich wurde von 1933 bis 1938 ein auf ständestaatlichen und faschistischen Ideen basierendes autoritäres Herrschaftssystem etabliert, das als Austrofaschismus bezeichnet wird. Die Selbstbezeichnung war Ständestaat. Unter Historikern ist der Begriff Austrofaschismus umstritten. Manche Historiker ordnen den Austrofaschismus dem Klerikalfaschismus zu.
Das Österreichische Konkordat von 1933 ist seit 1957 trotz Abänderungen (Teilkonkordate) weiterhin gültig.

## Zeit des Nationalsozialismus
Nach der NS-Machtübernahme in Deutschland versuchten die Austrofaschisten in Österreich verstärkt, eine drohende Besetzung durch Deutschland abzuwenden, indem sie Methoden der Nationalsozialisten wie autokratischer Zentralismus, eine autoritäre Staatsgliederung und Wirtschaftslenkung, sowie die Internierung von politischen Gegnern in Konzentrationslagern übernahmen.
Die Bewegung der Deutschen Christen richtete sich im Bereich des deutschen Protestantismus gegen die herkömmlichen konfessionellen Strukturen, was nach Hitlers ersten Schritten zur Einbindung dann der Gleichschaltung der evangelischen Kirchen Auftrieb gab. Sie strebte eine Synthese von evangelischem Christentum mit nationalsozialistischer, antisemitischer und rassistischer Ideologie an und eroberte seit Juni 1933 in Teilbereichen der Deutschen Evangelischen Kirche Kirchenleitungsämter.
Den eigentlichen Klerikalfaschismus machen kritische Kirchenhistoriker aber in der fortgesetzten Bereitschaft hochrangiger lutherischer Kirchenführer wie Otto Dibelius, Hans Meiser und Theophil Wurm aus, mit dem NS-Regime zusammenzuarbeiten und sich mit den DC-Kirchenführern zu arrangieren. Da sie die staatliche Judenpolitik prinzipiell bejahten, widersprachen sie weder der allmählichen Entrechtung und Enteignung des Judentums insgesamt noch der Ausgrenzung von getauften Juden aus der Kirche.
Das Verhältnis zwischen katholischer Kirche und NSDAP war anfangs von gegenseitiger Ablehnung gekennzeichnet. In seiner Regierungserklärung vom 23. März 1933 als Reichskanzler garantiert Hitler jedoch die Rechte der Kirchen und bezeichnete das Christentum als „unerschütterliches Fundament des sittlichen und moralischen Lebens unseres Volkes“. Laut dem ehemaligen Reichskanzler Heinrich Brüning sei dem Vatikan bereits zuvor durch führende Nationalsozialisten der Abschluss eines Konkordats angeboten worden, falls die katholisch orientierte Zentrumspartei für das geplante Ermächtigungsgesetz stimmen würde. Fakt ist, dass die Zentrums-Partei das Ermächtigungsgesetz einstimmig im Reichstag unterstützte und es daher beschlossen werden konnte. Am 20. Juli 1933 unterzeichnete dann Eugenio Pacelli, der spätere Papst Pius XII., für den Heiligen Stuhl das Reichskonkordat mit dem NS-Regime, welches weitreichende Zusagen für die katholische Kirche beinhaltete sowie ihre bisherigen Privilegien sicherte. Der Anhang (Befreiung der Priesteramtskandidaten vom geplanten Wehrdienst) wurde geheim gehalten, weil er gegen den Versailler Vertrag verstieß. Nach Ansicht der katholischen Kirche erfüllte jedoch der NS-Staat in der Folge das Konkordat nur teilweise, was 1937 zur Enzyklika Mit brennender Sorge führte, die den Bruch der Vereinbarungen beklagte, jedoch weder das NS-Regime noch die NS-Ideologie verurteilte. Insbesondere beinhaltete es nicht die von vielen erhoffte Verurteilung der Behandlung der Juden. Allerdings nutzten einzelne Bischöfe wie Clemens August Graf von Galen ihre Position, um – zeitweise erfolgreich – gegen die Euthanasie zu protestieren.
Nach 1945 verhalf der Vatikan ehemaligen Nationalsozialisten – darunter bspw. Barbie, Eichmann, Dr. Mengele – zur Flucht vor Strafverfolgung ins Ausland (vgl. Rattenlinien, auch Klosterlinie). Papst Pius XII. sowie sein Stellvertreter hatten diese Praxis nach 1945 sanktioniert, es wird jedoch teilweise bestritten, dass der Papst die von ihm unterzeichneten Dokumente wirklich kannte.

## Verwandte Begriffsverwendungen seit 1945
Manchmal wird eine Verwandtschaft christlicher Lehren und Organisationsformen mit dem Faschismus, etwa hinsichtlich des Führerprinzips im katholischen Cäsaropapismus oder autoritärer, „sektenartiger“ Strukturen bei Gruppen des christlichen Fundamentalismus heute als christlicher Faschismus bezeichnet.
In Brasilien spaltete 1945 Bischof Carlos Duarte Costa die Katholisch-Apostolische Kirche Brasiliens von der katholischen Kirche ab, der er das Unfehlbarkeitsdogma, den Zölibat, den Gebrauch von Latein in der Liturgie und den „Klero-Faschismus“ mit zu großer Nähe zu Diktator Getúlio Dornelles Vargas vorwarf.
Die Theologin Dorothee Sölle verwendete den Begriff Christofaschismus zum einen für die „Fernsehreligion“, die mit elektronischen Massenmedien neue Formen der Indoktrination geschaffen habe, zum anderen für die fundamentalistische US-amerikanische Rechte und ihre Opposition zur lateinamerikanischen Befreiungstheologie.
Solche Hinweise auf die geistige Nähe und praktische Solidarität zwischen Christen und Faschisten kann eine konkrete Definition von Faschismus allerdings auch relativieren. Das gilt auch – ungeachtet äußerer Parallelen – für die ahistorische Übertragung des Begriffs auf islamistische Regimes wie den heutigen Iran, der sich als Islamische Republik bzw. als Theokratie versteht (Islamfaschismus).
Seit 1957 arbeitete die Propaganda der DDR daran, über den Begriff des „Klerikalfaschismus“ das politische System der Bundesrepublik zu diffamieren und ihm dadurch die demokratische Legitimität abzusprechen.
Karlheinz Deschner sprach oft von Klerikalfaschismus, wo religiöse Intoleranz zu besonders augenfälligen Verbrechen gegen die Menschlichkeit führe und nannte als Beispiele die Inquisition oder die Hexenverfolgungen.

## Einzelbelege
1. ↑  Astrid Bötticher, Miroslav Mareš: Extremismus. Theorien - Konzepte - Formen. (Lehr- und Handbücher der Politikwissenschaft). Oldenbourg Verlag, München 2012, ISBN 978-3-486-59793-6, S. 221.
2. 1 2  Roger Griffin: The ‘Holy Storm’. ‘Clerical Fascism’ through the Lens of Modernism. In: Matthew Feldman u. a.: Clerical Fascism in Interwar Europe, Routledge, New York, 2008, S. 1–15, auf S. 3.
3. ↑  Aristotle A. Kallis: Fascism and Religion – The Metaxas Regime in Greece and the ‘Third Hellenic Civilization’. Some Theoretical Observations on ‘Fascism’, ‘Political Religion’ and ‘Clerical Fascism’. In: Matthew Feldman u. a.: Clerical Fascism in Interwar Europe, Routledge, New York, 2008, S. 17–34.
4. 1 2  John Pollard: ‘Clerical Fascism’. Context, Overview and Conclusion. In: Matthew Feldman u. a.: Clerical Fascism in Interwar Europe, Routledge, New York, 2008, S. 221–233, auf S. 222.
5. ↑  Der Historiker Ernst Hanisch lehnt den Begriff „Klerikofaschismus“ für den österreichischen Ständestaat als unbrauchbar ab, weil er theoretisch überhaupt nicht reflektiert sei, und stuft ihn als politischen Kampfbegriff ein. (Ernst Hanisch: Der politische Katholizismus als Träger des „Austrofaschismus“. In: Emmerich Tálos (Hrsg.): Austrofaschismus. Politik – Ökonomie – Kultur 1933–1938. Lit-Verlag, Wien 2005, ISBN 978-3-8258-7712-5, S. 68–86, hier: S. 68.)
6. ↑  Tönsmeyer: Das Dritte Reich und die Slowakei. S. 95f.
7. ↑  John Pollard: ‘Clerical Fascism’. Context, Overview and Conclusion. In: Matthew Feldman u. a.: Clerical Fascism in Interwar Europe, Routledge, New York, 2008, S. 221–233, auf S. 227.
8. ↑  Charles Wei-hsün Fu und Gerhard E. Spiegler: Movements and Issues in World Religions: Religion, ideology, and politics Greenwood Press, Hardback 1987, ISBN 0-313-23238-5.
9. ↑  Stanley Payne: Geschichte des Faschismus. Tosa-Verlag, Wien 2006, S. 145 bzw. 159/160.
10. ↑  Stanley Payne: Geschichte des Faschismus. Tosa-Verlag, Wien 2006, S. 160.
11. ↑  Karlheinz Deschner: Kirche und Faschismus. Verlag Arthur Moeweg GmbH, Rastatt 1990, S. 8–13.
12. ↑  Stanley Payne: Geschichte des Faschismus. Tosa-Verlag, Wien 2006, S. 270/271.
13. ↑  Stanley Payne: Geschichte des Faschismus. Tosa-Verlag, Wien 2006, S. 271.
14. ↑  Karlheinz Deschner: Kirche und Faschismus. Moeweg, Rastatt 1990, S. 22.
15. ↑  Stanley Payne: Geschichte des Faschismus. Tosa-Verlag, Wien 2006, S. 386.
16. ↑  Ludwig Renard: Salazar, Kirche und Staat in Portugal. Ludgerus-Verlag, Essen 1968, S. 60 ff.
17. ↑  Stanley Payne: Geschichte des Faschismus. Tosa-Verlag, Wien 2006, S. 384–386.
18. ↑  Gerhard Besier, Hermann Lübbe: Politische Religion und Religionspolitik: Zwischen Totalitarismus und Bürgerfreiheit. Vandenhoeck & Ruprecht, Göttingen 2005, S. 90.
19. ↑  Karlheinz Deschner: Kirche und Faschismus. Moeweg, Rastatt 1990, S. 46 f.
20. ↑  Karlheinz Deschner: Kirche und Faschismus. Moeweg, Rastatt 1990, S. 43, 46.
21. ↑  Karlheinz Deschner: Kirche und Faschismus. Moeweg, Rastatt 1990, S. 48.
22. ↑  Karlheinz Deschner: Kirche und Faschismus. Moeweg, Rastatt 1990, S. 49.
23. ↑  Karlheinz Deschner: Kirche und Faschismus. Moeweg, Rastatt 1990, S. 49 f.
24. ↑  Aus: Walther L. Bernecker: Spaniens Geschichte seit dem Bürgerkrieg. Beck, München 1988, S. 71.
25. ↑  Stanley Payne: Geschichte des Faschismus. Tosa-Verlag, Wien 2006, S. 326.
26. ↑  http://www.vatican.va/roman_curia/secretariat_state/archivio/documents/rc_seg-st_19530827_concordato-spagna_sp.htm
27. ↑  http://www.vatican.va/roman_curia/secretariat_state/archivio/documents/rc_seg-st_19790103_santa-sede-spagna_sp.html
28. ↑  Hoensch: Die Grundlagen des Programms der Slowakischen Volkspartei, S. 156.
29. ↑  Schönfeld: Slowakei. S. 86; Tönsmeyer: Das Dritte Reich und Slowakei 1939–1945. S. 35–36.
30. ↑  Tönsmeyer: Das Dritte Reich und die Slowakei. S. 95.
31. ↑  Tönsmeyer: Das Dritte Reich und Slowakei 1939–1945. S. 94.
32. ↑  Šindelářová: Finale der Vernichtung. S. 35f.
33. ↑  Šindelářová: Finale der Vernichtung. S. 37.
34. 1 2  Tönsmeyer: Das Dritte Reich und die Slowakei. S. 96.
35. ↑  Besier in Politische Religion und Religionspolitik. S. 107
36. ↑  Payne: Geschichte des Faschismus. S. 377, 571; Schönfeld: Slowakei. S. 104; Wippermann: Europäischer Faschismus, S. 174f.
37. ↑  Paxton: Anatomie des Faschismus. S. 167.
38. ↑  Stanley Payne: Geschichte des Faschismus. Tosa-Verlag, Wien 2006, S. 496 ff.
39. ↑  Karlheinz Deschner: Kirche und Faschismus. Moeweg, Rastatt 1990, S. 108.
40. ↑  Stanley Payne: Geschichte des Faschismus. Tosa-Verlag, Wien 2006, S. 496 ff.
41. ↑  Hory, Broszat: Der kroatische Ustascha-Staat, S. 72.
42. ↑  Paxton: Anatomie des Faschismus. S. 167.
43. ↑  Payne: Geschichte des Faschismus. S. 498f.
44. ↑  Bauerkämper: Der Faschismus in Europa 1918–1945. S. 165.
45. ↑  Jürgen Elvert, Susanne Krauss: Historische Debatten und Kontroversen im 19. und 20. Jahrhundert: Jubiläumstagung der Ranke-Gesellschaft in Essen, 2001. Franz Steiner Verlag, 2002, ISBN 978-3-515-08253-2, S. 164 ff. (google.de [abgerufen am 15. März 2022]).
46. ↑  Robert Kriechbaumer: Österreich! und Front Heil!: aus den Akten des Generalsekretariats der Vaterländischen Front; Innenansichten eines Regimes. Böhlau Verlag Wien, 2005, ISBN 978-3-205-77324-5 (google.de [abgerufen am 30. April 2017]).
47. ↑  Dorothee Sölle: Elektronische Kirche, in: Junge Kirche 42/1981, S. 249 ff.
48. ↑  Dorothee Sölle: Das Fenster der Verwundbarkeit. Kreuz-Verlag, 1987, ISBN 3-7831-0843-8, S. 158.
49. ↑  Martin Höllen: Loyale Distanz? Katholizismus und Kirchenpolitik in SBZ und DDR. Bd. 2, Berlin 1997, S. 149 f.
50. ↑  Siehe z. B. Karlheinz Deschner: Mit Gott und dem Führer. In: Kriminalgeschichte des Christentums, Kirche und Faschismus.